# 20839 Бретгаррісон
20839 Бретгаррісон (20839 Bretharrison) — астероїд головного поясу, відкритий 24 жовтня 2000 року.
Тіссеранів параметр щодо Юпітера — 3,362.